# Childersburg
La ville américaine de Childersburg est située dans le comté de Talladega, dans l’État de l’Alabama. Lors du recensement de 2010, sa population s’élevait à 5 175 habitants.

## Démographie
| 1890 | 1900 | 1910 | 1920 | 1930 | 1940 | 1950  | 1960  |
| ---- | ---- | ---- | ---- | ---- | ---- | ----- | ----- |
| 777  | 372  | 449  | 418  | 459  | 515  | 4 023 | 4 884 |

| 1970  | 1980  | 1990  | 2000  | 2010  | - | - | - |
| ----- | ----- | ----- | ----- | ----- | - | - | - |
| 4 831 | 5 084 | 4 579 | 4 927 | 5 175 | - | - | - |

## Source
- (en) Cet article est partiellement ou en totalité issu de l’article de Wikipédia en anglais intitulé « Childersburg, Alabama » (voir la liste des auteurs).